# Augutgê
Augutgê (Augurge), jedno od plemena Timbira Indijanaca iz istočnog Brazila. Populacija s kraja 18. stoljeća (prema Curt Nimuendajú), iznosila je između 300 i 500. Spominju se 1816. Nestali.